# Búðahraun
Búðahraun är ett lavafält i republiken Island.   Det ligger i regionen Västlandet (Snæfellsnesl), i den västra delen av landet, 100 km nordväst om huvudstaden Reykjavík.